# Lucius Domitius Ahenobarbus (consul in 54 v.Chr.)
Lucius Domitius Ahenobarbus was een Romeins politicus en militair uit het vooraanstaande plebeïsch geslacht Domitia (Gens Domitia). Domitius Ahenobarbus was consul in 54 v.Chr. met Appius Claudius Pulcher. Hij was bevriend met Cicero en tegenstander van het eerste triumviraat van Julius Caesar, Pompeius en Crassus. Tijdens de burgeroorlog tussen Pompeius en Caesar van 49-45 v.Chr. stond hij aan de zijde van de optimates, de aanhangers van Pompeius en de senaat.
Domitius Ahenobarbus was de zoon van Gnaius Domitius Ahenobarbus (consul in 96 v.Chr.) en kleinzoon van Gnaius Domitius Ahenobarbus (consul in 122 v.Chr.). Hij was getrouwd met Porcia Catonis (I), de zuster van Cato de Jongere. Samen kregen ze een zoon, Gnaius Domitius Ahenobarbus, die in 32 v.Chr. consul was.

## De burgeroorlog
Tijdens het Beleg van Corfinium werden Domitius Ahenobarbus en zijn zoon Gnaius gevangengenomen. Na de inname van Corfinium werd hij door Caesar in vrijheid gesteld. Hij was eerder door de Senaat aangesteld om Caesar op te volgen als proconsul van Gallia Narbonensis en vertrok dus naar Massilia, het hedendaagse Marseille. Terwijl Caesar met het neutrale Massilia aan het onderhandelen was, arriveerde Domitius met zeven triremen. Hij nam de leiding op zich en begon meteen met de versterking van de stad. Caesar besloot daarop de stad te belegeren. Hij liet het Beleg van Massilia over aan Gaius Trebonius en stelde Decimus Brutus aan het hoofd van zijn inderhaast te Arelas (Arles) gebouwde vloot. De laatste moest ervoor zorgen dat Domitius geen steun vanuit zee kreeg. Caesar zelf trok verder naar Hispania Citerior. Na de val van Massilia ontvluchtte Domitius Ahenobarbus per schip de stad. Hij voer naar Griekenland om zich aan te sluiten bij Pompeius.
In de Slag bij Pharsalus had Domitius Ahenobarbus het bevel over de linkervleugel, terwijl Metellus Scipio het commando over het centrale deel voerde. In de nasleep van deze door Caesar gewonnen veldslag vond Domitius Ahenobarbus de dood.